# La Fausse Monnaie
Ne doit pas être confondu avec Faux-monnayage, La Fausse Monnaie (Maxime Gorki) ou Anse de la Fausse Monnaie (Marseille, France).
La Fausse Monnaie est le 28e poème du recueil Le Spleen de Paris de Charles Baudelaire.